# 李瓒 (东汉)
李瓒（？—？），一名珪，颍川郡襄城县（今河南省许昌市襄城县）人，是东汉太尉李修的曾孙，赵国相李益的孙子，司隶校尉、长乐少府李膺的儿子，官至东平国相。
曹操地位还不显贵时，李瓒对他的才能感到惊异。李瓒临终前对儿子李宣等人说：“时局将乱，天下间的英雄没有超过曹操的。张邈与我交好，袁绍是你们的外亲，即使这样你们也别依附他们，一定要投靠曹操。”李瓒的儿子们听从了父亲的话，全都在动乱的时代中得以幸免。